# Wutach (commune)
Pour l’article homonyme, voir Wutach.
Wutach est une commune de Bade-Wurtemberg (Allemagne), située dans l'arrondissement de Waldshut, dans le district de Fribourg-en-Brisgau.